# BeBe Shopp
BeBe Shopp, pseudonimo di Beatrice Bella Shopp (Hopkins, 17 agosto 1930), è una modella statunitense, eletta Miss Arizona ed in seguito Miss America 1948. È stata la prima Miss America ad essere incoronata in abito da sera, cosa che non accadeva dal 1935.
Dopo l'anno di regno, BeBe Shopp è rimasta molto attiva nell'organizzazione del concorso, ed in varie attività umanitarie come raccolte di fondi per i bambini, prevenzione dell'abuso di droga e supporto del volontariato.
Ha inoltre portato avanti una carriera di cantante teatrale insieme ad un gruppo musicale chiamato Share the Music.